# Computers discussiëren niet
Computers discussiëren niet is een hoorspel naar het verhaal Computers Don’t Argue van Gordon R. Dickson. Dit werd voor het eerst gepubliceerd in het sciencefictionmagazine Analog van september 1965 als Astounding en later opgenomen in verschillende anthologieën, waaronder Analog's Golden Anniversary Anthology, Davis Publications, 1980). De KRO zond het hoorspel op dinsdag 15 oktober 1974 van 22.30 uur tot 23.00 uur uit in het programma Theater. De vertaler en regisseur was Léon Povel.

## Rolbezetting
- Tom van Beek
- Joke van den Berg
- Willy Brill
- Bert Dijkstra (John McDivot, rechter)
- Elly den Haring
- Broes Hartman
- Eva Janssen (Clara Jilks, secretaresse)
- Paul van der Lek (Mike)
- Trudy Libosan
- Huib Orizand (Joe)
- Joke Reitsma-Hagelen
- Fé Sciarone
- Frans Somers
- Frans Vasen

## Inhoud
Iemand die van zijn boekenclub een onbruikbaar boek ontvangt en het onbetaald terugstuurt, zou best weleens in de dodencel terecht kunnen komen. Dat is de verbijsterende slotsom waartoe de auteur komt als hij zijn fantasie laat gaan over het onderwerp “nog een paar jaartjes en letterlijk alles gaat per computer”. Dankzij de computers die ook fouten kunnen maken wordt Mr. Child het “kind van de rekening”. Zijn naam wordt verhaspeld en hij moet $ 15,66 betalen, maar een computer hapert en maakt er § 1566 van en dat is een wetsartikel over kidnapping. Mr. Child kan schrijven wat hij wil, de computers werken door via dwangbevelen, arrestatie en veroordeling en maken zelfs het ingrijpen van de hoogste autoriteit in het land onmogelijk door een gecomputeriseerde bureaucratie, waartegen al helemaal niemand meer is opgewassen…